# Habitatge al carrer Lloselles, 2 (Martorell)
L'Habitatge al carrer Lloselles, 2 és una obra del municipi de Martorell (Baix Llobregat) inclosa en l'Inventari del Patrimoni Arquitectònic de Catalunya.

## Descripció
Es tracta d'un habitatge força estret ubicat en una cantonada. Està estructurat en planta baixa i pis. Les obertures estan distribuïdes de forma ordenada, al primer pis veiem finestres allindanades amb motllures que li donen a primer cop d'ull, aspecte d'arc conopial. Hi ha un balcó que recorre tota la façana. A la planta baixa, en canvi, trobem finestres d'arc georgià amb les cantonades arrodonides. Hi ha alguna obertura que no és real, està pintada sobre el mur. De fet a l'entrada succeeix una cosa similar, hi ha dues figures antropomorfes que sembla que obrin les cortines, motiu també policromat. Remata l'edifici un frontó mixtilini que ens amaga la coberta. Les façanes de l'edifici es troben en molt mal estat.